# Año de los tres emperadores
El año de los tres emperadores o el año de los tres káisers (en alemán: Dreikaiserjahr), se refiere al año 1888 durante la existencia del Imperio alemán en la historia de Alemania. Se considera que el año tiene un significado memorable debido a la muerte de dos emperadores alemanes, o Káisers, lo que llevó a una rápida sucesión de tres monarcas en un año.  Los tres emperadores diferentes que gobernaron Alemania durante este año fueron Guillermo I, Federico III y Guillermo II . El mnemónico «drei Achten, drei Kaiser» (en español: «Tres Ochos, Tres Emperadores») todavía se usa hoy en Alemania tanto por niños como por adultos para aprender el año en cuestión.

## Situación
Tras la muerte de Federico Guillermo IV en 1861, Guillermo I se convirtió en rey de Prusia. Como monarca del estado alemán, tuvo un papel clave en la unificación, debido en gran parte a los esfuerzos de Bismarck, Guillermo I había gobernado el Imperio desde la unificación alemana, que tuvo lugar el 18 de enero de 1871. Vivió hasta casi los 91 años, reinando durante 27 años sobre Prusia, y 17 sobre Alemania. 
Su hijo y heredero, el príncipe Federico Guillermo, fue célebre por sus acciones militares debido a su liderazgo durante las guerras que se libraron para unificar Alemania. Federico comandó el personal y los ejércitos durante la segunda guerra de Schleswig, la guerra austro-prusiana y la guerra franco-prusiana. El príncipe heredero acababa de cumplir 56 años antes de 1888. Federico también tenía varios hijos en ese momento, y su heredero aparente era su hijo mayor Guillermo, bautizado así en honor a su abuelo. Guillermo cumplió 29 años en enero de 1888.

## Sucesión rápida
Guillermo I murió el 9 de marzo de 1888, después de un largo reinado.
A su muerte, fue sucedido por su hijo Federico Guillermo, quien asumió el trono con el nombre Federico III. Junto con sus éxitos militares, Federico era un liberal de renombre y estaba casado con la princesa Victoria del Reino Unido. Sin embargo, en el momento de su ascenso al trono imperial de Alemania, tenía 56 años y ya había desarrollado un caso terminal de cáncer de laringe. Federico intentó que se tratara, pero no tuvo éxito. Debido a esta enfermedad y al tratamiento posterior, el emperador no pudo hablar durante su corto reinado, por lo que tuvo que comunicarse por escrito. Federico aún cumplía algunos de sus deberes como emperador a pesar de su enfermedad; sin embargo, no tuvo ningún efecto duradero, muriendo tan solo 99 días después de llegar al poder, el 15 de junio de 1888.  
El hijo de Federico, Guillermo, que contaba con 29 años en el momento de la muerte de su padre, le sucedió en el trono con el nombre de Guillermo II. A diferencia de su padre, no tenía muchas tendencias liberales, y finalmente llevó al Imperio alemán a la Primera Guerra Mundial. Guillermo gobernó hasta su abdicación en noviembre de 1918, tras finalizar la guerra.